# Bathygobius cocosensis
Bathygobius cocosensis és una espècie de peix de la família dels gòbids i de l'ordre dels perciformes.

## Morfologia
Els mascles poden assolir els 10 cm de longitud total.

## Distribució geogràfica
Es troba des de l'Àfrica oriental fins a les Illes Marqueses, les Tuamotu, el sud del Japó, el sud de la Gran Barrera de Corall i Micronèsia (Illes Mariannes i Marshall).